# Pachypodisma lezgina
Pachypodisma lezgina är en insektsart som först beskrevs av Boris Petrovich Uvarov 1917.  Pachypodisma lezgina ingår i släktet Pachypodisma och familjen gräshoppor. Inga underarter finns listade i Catalogue of Life.